# اختطاف الدبلوماسيين الروس في العراق
وقع اختطاف الدبلوماسيين الروس عام 2006 في العراق في 3 يونيو 2006 في العاصمة العراقية بغداد عندما نصب المتمردون العراقيون كمينًا لسيارة تابعة للسفارة الروسية. قُتل فيتالي تيتوف، (أحد عملاء خدمة المخابرات الخارجية) في الهجوم، بينما خطف الأشخاص الأربعة الآخرون في السيارة - فيودور زايتسيف (السكرتير الثالث للسفارة)، ورينات أجليوغلين (طاهية)، وأوليغ فيدوسيف (عميل في خدمة المخابرات الخارجية)، وأناتولي سميرنوف (سائق)
في 19 يونيو 2006، أعلن مجلس شورى المجاهدين، وهو جماعة مرتبطة بتنظيم القاعدة، مسؤوليته عن الهجوم وأصدر إنذارًا لروسيا بالانسحاب من الشيشان والإفراج عن جميع السجناء المسلمين في غضون 48 ساعة. في 25 يونيو، أصدرت المجموعة بيانًا بأنها قطعت رأس الرهائن الثلاثة وقتلت بالرصاص الرابع. رافق البيان شريط فيديو يظهر بضع ثوان من قطع رأس أحد الرهائن وجثة مقطوعة الرأس لرهينة ثانية وإطلاق النار على ثالث. لا يظهر إعدام الرهينة الرابعة.

## العواقب
في 28 يونيو، أمر الرئيس الروسي فلاديمير بوتين أجهزة الأمن الروسية بتحديد مكان المسؤولين عن خطف الدبلوماسيين وإعدامهم وقتلهم. أشار نيكولاي باتروشيف، رئيس جهاز الأمن الفيدرالي، المنظمة الخلف للجنة أمن الدولة السوفيتية، إلى أن الأمر سيتم تنفيذه بغض النظر عن «الوقت والجهد» المطلوب.
ويُعتقد أنه صدر أمر مماثل ضد سليم خان يندرباييف، الرئيس بالنيابة لمرة واحدة لجمهورية الشيشان إشكيريا السابقة الذي قُتل في انفجار قنبلة بالدوحة في قطر في فبراير 2004.
لكن ألكساندر جولتز، الخبير العسكري الروسي، شكك في قدرة أجهزة الاستخبارات الروسية على تنفيذ أمر الاغتيال في بلد غارق في الحرب الأهلية.
تم القبض على أحد خاطفي الدبلوماسيين الروس في ديسمبر 2006. لقد اعترف بتورطه في الحادث ويعتقد أنه قطع رأس شخصين من الدبلوماسيين. قُتل خاطف آخر في أكتوبر 2008 ويعتقد أنه أطلق النار شخصيًا على أحد الرهائن. حُكم على مختطف آخر بالإعدام في مايو 2010.
تم العثور على جثث الدبلوماسيين الأربعة في أبريل 2012.